# Метание копья

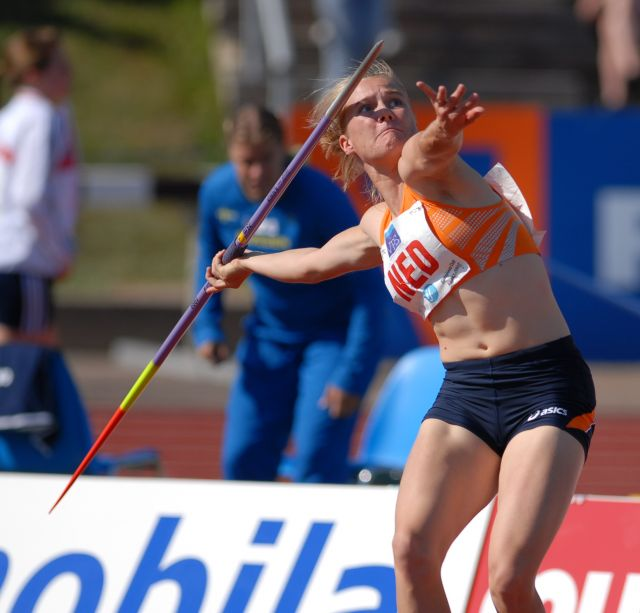
Bregje Crolla при разбеге перед броском. 2007 год

Мета́ние копья́ — дисциплина лёгкой атлетики, заключающаяся в метании на дальность специального спортивного снаряда — копья. Относится к метаниям и входит в технические виды легкоатлетической программы. Требует от спортсменов силы и скорости (мощи), ловкости. Является олимпийской дисциплиной лёгкой атлетики для мужчин с 1908 года, для женщин с 1932 года. Входит в состав легкоатлетического многоборья.
Технически, наряду с толканием ядра, название «толкание», как способу движения, возможно применить к метанию копья.

## История

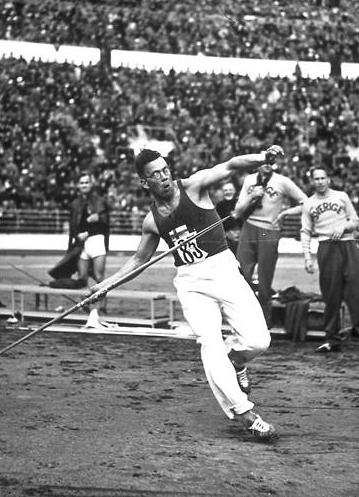
Матти Ярвинен (Финляндия) выполняет попытку в метании копья. Олимпийские игры 1932 года.

Метание копья было частью охоты и военных действий, правда, тогда нужно было поразить конкретную цель. Метание копья было в программе соревнований на Олимпийских играх в Древней Греции. Точно неизвестно, было ли это метание на дальность или на поражение цели. На современных Олимпийских играх метание копья появилось в 1908 году. Спортивный вариант метания копья подразумевает состязание только в дальности броска. Спортсмены используют копья, которые намного легче, чем военные, потому что они соревнуются на дальность, а не на попадание. Первым олимпийским чемпионом в метании копья стал швед Эрик Лемминг — 54 м 44 см. У женщин в программу Олимпийских игр метание копья включили в 1932 году. Первой чемпионкой стала американская спортсменка Милдред Дидриксон — 43 м 68 см.

## Правила и особенности
Правила схожи с другими метательными дисциплинами. Соревнующиеся делают по три попытки, и по лучшему результату отбираются восемь лучших. Вошедшие в эту восьмёрку делают ещё по три броска, и победитель определяется по лучшему результату всех шести попыток. В отличие от метания диска, молота и толкания ядра, спортсмены используют не круг, а дорожку (с покрытием, аналогичным покрытию для бега) для разгона перед броском. Соответственно, не засчитываются попытки, при которых спортсмен пересёк линию в конце дорожки. Также не учитываются попытки, в которых копьё вылетело за пределы отведённого сектора. Если оно не воткнулось в землю, а упало плашмя, то попытка засчитывается, и результат измеряют по месту приземления наконечника копья.
Помимо слаженности всей координации движений и финального усилия, в метании копья большую роль играет скорость спортсмена, которую тот приобретает при разгоне. Известные метатели копья имеют довольно разное телосложение и физические данные. Например, рекордсмен мира Уве Хон обладал ростом 199 см и весом 114 кг, другой рекордсмен Сеппо Рети, 190 см и 89-120 кг, в то время как современный рекордсмен мира, Ян Железный из Чехии - 185 см и 79-85 кг.

## Снаряд для метания
Копьё для метания состоит из деревянного или металлического древка и стального наконечника. Металлические копья производятся из стальных труб, по форме полностью повторяющих деревянные копья. Обмотка навивается с таким расчётом, чтобы центр тяжести копья располагался между первым и вторым витком. Правила соревнований не допускают на обмотке узлов, утолщений, а также пропитки её каким-либо составом.
Копьё состоит из трёх частей: древка, металлического наконечника и обмотки (толщина не больше 8 мм, ширина 140–160 мм), закрывающей центр тяжести. Копьё для мужчин имеет длину 2,60–2,70 м, массу 800 г, для женщин – 2,20–2,30 м и 600 г соответственно.

## Редизайн снаряда
В 1984 году, восточно-германский копьеметатель Уве Хон (Uwe Hohn) выполнил рекордный бросок на 104,80 м, при этом копьё воткнулось в землю всего в 2 м от края поля. Такие дальние броски привели к необходимости изменить снаряд, поскольку метание копья могло быть вообще запрещено к проведению на стадионах по причине небезопасности. В результате, центр тяжести у копья был смещён вперёд, что привело к более раннему опусканию носа снаряда, и сократило дальность броска примерно на 10 %. Схожий редизайн претерпел и женский вариант копья (600 г против 800 г у мужчин) в 1999 году.
Производители пытались увеличить трение на задней части копья (используя отверстия, грубую окраску и т. п.), чтобы снизить эффект от смещённого центра тяжести и вернуть часть потерянной дальности. Такие модификации снаряда были запрещены в 1991 году после того, как финский метатель копья Сеппо Рятю совершил бросок на 96,96 м, а рекорд, сделанный с их помощью, был аннулирован.

## Рекорды
Мировой рекорд у мужчин равен 98,48 м (1996 год) и принадлежит Яну Железны из Чехии. Рекорд у женщин составляет 72.28 м (2008) и был установлен Барборой Шпотаковой из Чехии. Олимпийский рекорд у мужчин 90,57 м (2008) установил Андреас Торкильдсен из Норвегии.
Рекорды мира на копье старого образца: Уве Хон — 104,80 м и Петра Фельке-Мейер 80,00 м.

### Десять лучших копьеметателей

#### Мужчины

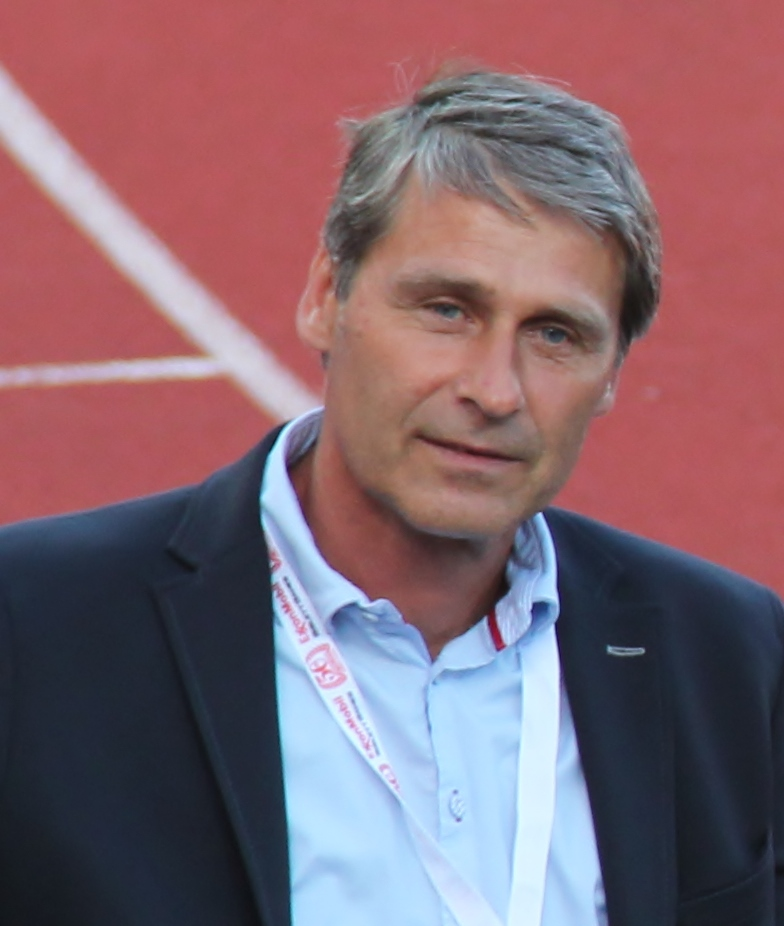
Рекордсмен мира и трёхкратный олимпийский чемпион Ян Железны

Ниже приведены 10 спортсменов с самым дальним броском снаряда новой модели (с 1986 г.) по состоянию на 8 августа 2024 года. Железны и Феттер, кроме своих лучших результатов, также неоднократно метали копьё далее 94 метров, что пока не удавалось никому, кроме них. Далее 90 метров метали 24 легкоатлета.
1. 98.48  Ян Железны (Чехия) 16.06.66 Jena 25.05.1996
2. 97.76  Йоханнес Феттер (Германия) 26.03.93 Chorzow 06.09.2020
3. 93.90  Томас Рёлер (Германия) 30.09.91 Doha 05.05.2017
4. 93.09  Аки Парвиайнен (Финляндия) 26.10.74 Kuortane 26.06.1999
5. 93.07  Андерсон Питерс (Гренада) 21.10.97 Доха 13.05.2022
6. 92.97  Аршад Надим (Пакистан) 02.01.97 Париж 08.08.24
7. 92.71  Джулиус Йего (Кения) 04.01.89 Пекин 26.08.2015
8. 92.61  Сергей Макаров (Россия) 19.03.73 Sheffield 30.06.2002
9. 92.60  Раймонд Хехт (Германия) 11.11.68 Oslo 21.07.1995
10. 92.06  Андреас Хофман (Германия) 16.12.91 Оффенбург 02.06.2018

#### Женщины

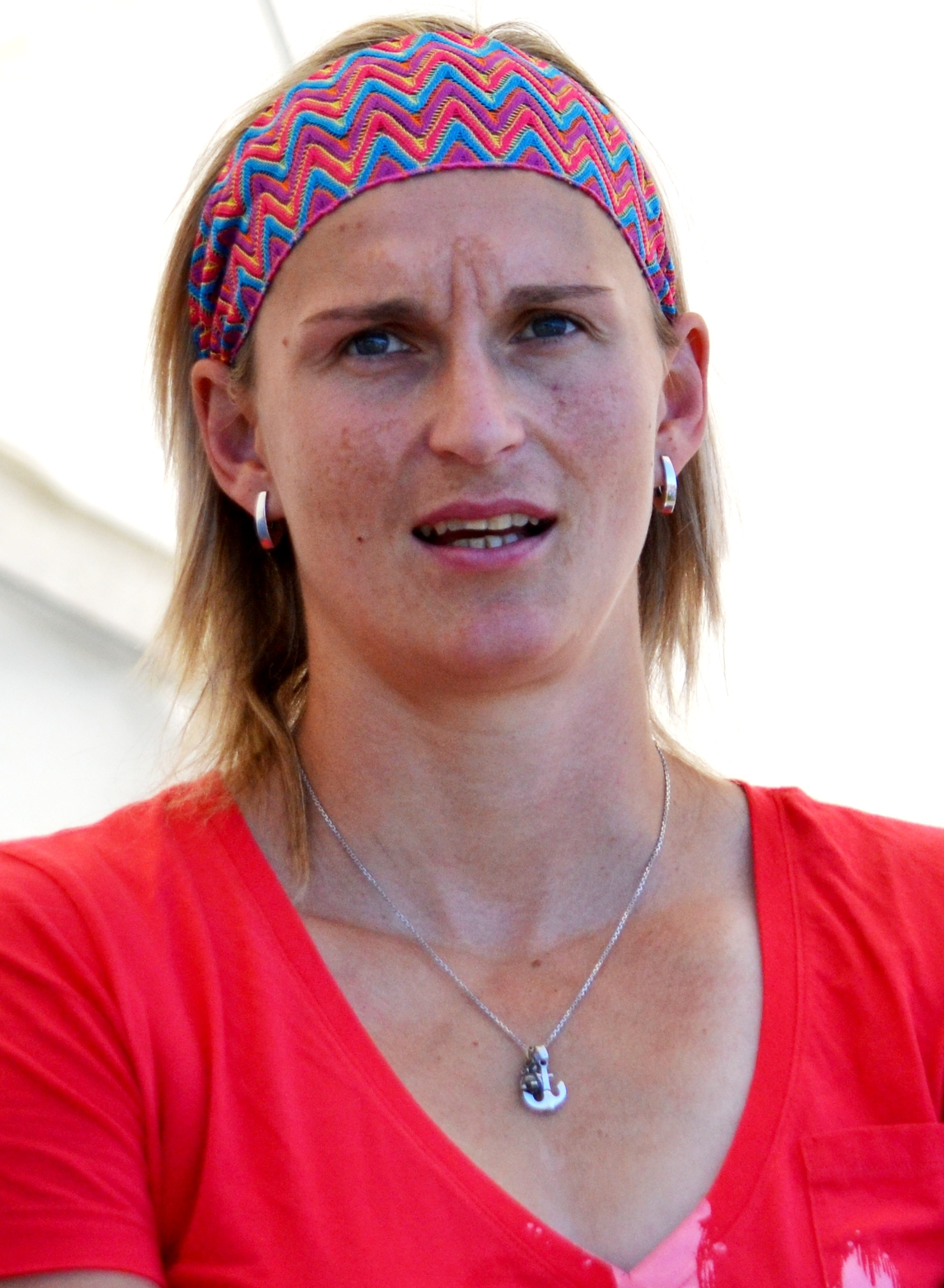
Рекордсменка мира и двукратная олимпийская чемпионка Барбора Шпотакова

Шпотакова и Менендес ещё несколько раз метали далее 71,40 м.
1. 72.28  Барбора Шпотакова — 13 сен 2008, Штутгарт
2. 71.70  Ослейдис Менендес — 14 авг 2005, Хельсинки
3. 71.40  Мария Андрейчик — 9 мая 2021, Сплит
4. 70.53  Мария Абакумова[3] — 1 сен 2013, Берлин
5. 70.20  Кристина Обергфёлль — 23 июн 2007, Мюнхен
6. 69.48  Трине Хаттестад — 28 июл 2000, Осло
7. 69.35  Сюнетте Фильюн — 9 июн 2012, Нью-Йорк
8. 69.19  Кристин Хуссонг — 30 мая 2021, Хожув
9. 68.92  Кэтрин Митчелл — 11 апр 2018, Голд-Кост
10. 68.43  Сара Колак — 6 июл 2017, Лозанна

## Список призёров Олимпийских игр

### Мужчины
| Игры                              | Золото                    | Серебро                 | Бронза                  |
| 1908 Лондон см. подробнее         | Эрик Лемминг (SWE)        | Арне Хальсе (NOR)       | Отто Нильссон (SWE)     |
| 1912 Стокгольм см. подробнее      | Эрик Лемминг (SWE)        | Юлиус Сааристо (FIN)    | Мор Коцан (HUN)         |
| 1920 Антверпен см. подробнее      | Йонни Мююря (FIN)         | Урхо Пелтонен (FIN)     | Пекка Йоханссон (FIN)   |
| 1924 Париж см. подробнее          | Йонни Мююря (FIN)         | Гуннар Линдстрём (SWE)  | Юджин Оберст (USA)      |
| 1928 Амстердам см. подробнее      | Эрик Лундквист (SWE)      | Бела Сепеш (HUN)        | Олав Сунде (NOR)        |
| 1932 Лос-Анджелес см. подробнее   | Матти Ярвинен (FIN)       | Матти Сиппала (FIN)     | Эйно Пенттиля (FIN)     |
| 1936 Берлин см. подробнее         | Герхард Штёк (GER)        | Юрьё Никканен (FIN)     | Калерво Тойвонен (FIN)  |
| 1948 Лондон см. подробнее         | Тапио Раутаваара (FIN)    | Стив Сеймур (USA)       | Йожеф Варсеги (HUN)     |
| 1952 Хельсинки см. подробнее      | Сайрус Янг (USA)          | Билл Миллер (USA)       | Тойво Хюутияйнен (FIN)  |
| 1956 Мельбурн см. подробнее       | Эгиль Даниельсен (NOR)    | Януш Сидло (POL)        | Виктор Цыбуленко (URS)  |
| 1960 Рим см. подробнее            | Виктор Цыбуленко (URS)    | Вальтер Крюгер (EUA)    | Гергей Кульчар (HUN)    |
| 1964 Токио см. подробнее          | Паули Невала (FIN)        | Гергей Кульчар (HUN)    | Янис Лусис (URS)        |
| 1968 Мехико см. подробнее         | Янис Лусис (URS)          | Йорма Киннунен (FIN)    | Гергей Кульчар (HUN)    |
| 1972 Мюнхен см. подробнее         | Клаус Вольферман (FRG)    | Янис Лусис (URS)        | Билл Шмидт (USA)        |
| 1976 Монреаль см. подробнее       | Миклош Немет (HUN)        | Ханну Сийтонен (FIN)    | Георге Меджеля (ROU)    |
| 1980 Москва см. подробнее         | Дайнис Кула (URS)         | Александр Макаров (URS) | Вольфганг Ханиш (GDR)   |
| 1984 Лос-Анджелес см. подробнее   | Арто Хяркёнен (FIN)       | Дэвид Оттли (GBR)       | Кент Эльдебринк (SWE)   |
| 1988 Сеул см. подробнее           | Тапио Корьюс (FIN)        | Ян Железны (TCH)        | Сеппо Рятю (FIN)        |
| 1992 Барселона см. подробнее      | Ян Железны (TCH)          | Сеппо Рятю (FIN)        | Стив Бакли (GBR)        |
| 1996 Атланта см. подробнее        | Ян Железны (CZE)          | Стив Бакли (GBR)        | Сеппо Рятю (FIN)        |
| 2000 Сидней см. подробнее         | Ян Железны (CZE)          | Стив Бакли (GBR)        | Сергей Макаров (RUS)    |
| 2004 Афины см. подробнее          | Андреас Торкильдсен (NOR) | Вадим Василевский (LAT) | Сергей Макаров (RUS)    |
| 2008 Пекин см. подробнее          | Андреас Торкильдсен (NOR) | Айнарс Ковалс (LAT)     | Теро Питкямяки (FIN)    |
| 2012 Лондон см. подробнее         | Кешорн Уолкотт (TTO)      | Антти Руусканен (FIN)   | Витезслав Веселый (CZE) |
| 2016 Рио-де-Жанейро см. подробнее | Томас Рёлер (GER)         | Джулиус Йего (KEN)      | Кешорн Уолкотт (TTO)    |
| 2020 Токио см. подробнее          | Нирадж Чопра (IND)        | Якуб Вадлейх (CZE)      | Витезслав Веселый (CZE) |

### Женщины
| Игры                              |                         | Серебро                   | Бронза                   |
| 1932 Лос-Анджелес см. подробнее   | Бейб Дидриксон (USA)    | Эллен Браумюллер (GER)    | Тилли Флайшер (GER)      |
| 1936 Берлин см. подробнее         | Тилли Фляйшер (GER)     | Луизе Крюгер (GER)        | Мария Квасьневская (POL) |
| 1948 Лондон см. подробнее         | Хермине Баума (AUT)     | Катри Парвиайнен (FIN)    | Лили Карлстедт (DEN)     |
| 1952 Хельсинки см. подробнее      | Дана Затопкова (TCH)    | Александра Чудина (URS)   | Елена Горчакова (URS)    |
| 1956 Мельбурн см. подробнее       | Инесе Яунземе (URS)     | Марлен Аренс (CHI)        | Надежда Коняева (URS)    |
| 1960 Рим см. подробнее            | Эльвира Озолиня (URS)   | Дана Затопкова (TCH)      | Бируте Каледене (URS)    |
| 1964 Токио см. подробнее          | Михаэла Пенеш (ROM)     | Марта Рудаш (HUN)         | Елена Горчакова (URS)    |
| 1968 Мехико см. подробнее         | Ангела Немет (HUN)      | Михаэла Пенеш (ROM)       | Эва Янко (AUT)           |
| 1972 Мюнхен см. подробнее         | Рут Фукс (GDR)          | Жаклин Тодтен (GDR)       | Кейт Шмидт (USA)         |
| 1976 Монреаль см. подробнее       | Рут Фукс (GDR)          | Марион Беккер (FRG)       | Кейт Шмидт (USA)         |
| 1980 Москва см. подробнее         | Мария Колон (CUB)       | Саида Гунба (URS)         | Уте Хоммола (GDR)        |
| 1984 Лос-Анджелес см. подробнее   | Тереза Сэндерсон (GBR)  | Тиина Лиллак (FIN)        | Фатима Уитбред (GBR)     |
| 1988 Сеул см. подробнее           | Петра Фельке (GDR)      | Фатима Уитбред (GBR)      | Беате Кох (GDR)          |
| 1992 Барселона см. подробнее      | Зильке Ренк (GER)       | Наталья Шиколенко (EUN)   | Карен Форкель (GER)      |
| 1996 Атланта см. подробнее        | Хели Рантанен (FIN)     | Луиз Макпул (AUS)         | Трине Хаттестад (NOR)    |
| 2000 Сидней см. подробнее         | Трине Хаттестад (NOR)   | Мирела Маньяни (GRE)      | Ослейдис Менендес (CUB)  |
| 2004 Афины см. подробнее          | Олейдис Менендес (CUB)  | Штеффи Нериус (GER)       | Мирела Маньяни (GRE)     |
| 2008 Пекин см. подробнее.         | Барбора Шпотакова (CZE) | Кристина Обергфёлль (GER) | Голди Сэйерс (GBR)       |
| 2012 Лондон см. подробнее         | Барбора Шпотакова (CZE) | Кристина Обергфёлль (GER) | Линда Шталь (GER)        |
| 2016 Рио-де-Жанейро см. подробнее | Сара Колак (CRO)        | Сюнетте Фильюн (RSA)      | Барбора Шпотакова (CZE)  |
| 2020 Токио см. подробнее          | Лю Шиин (CHN)           | Мария Андрейчик (POL)     | Келси-Ли Барбер (AUS)    |

## Метание копья в филателии

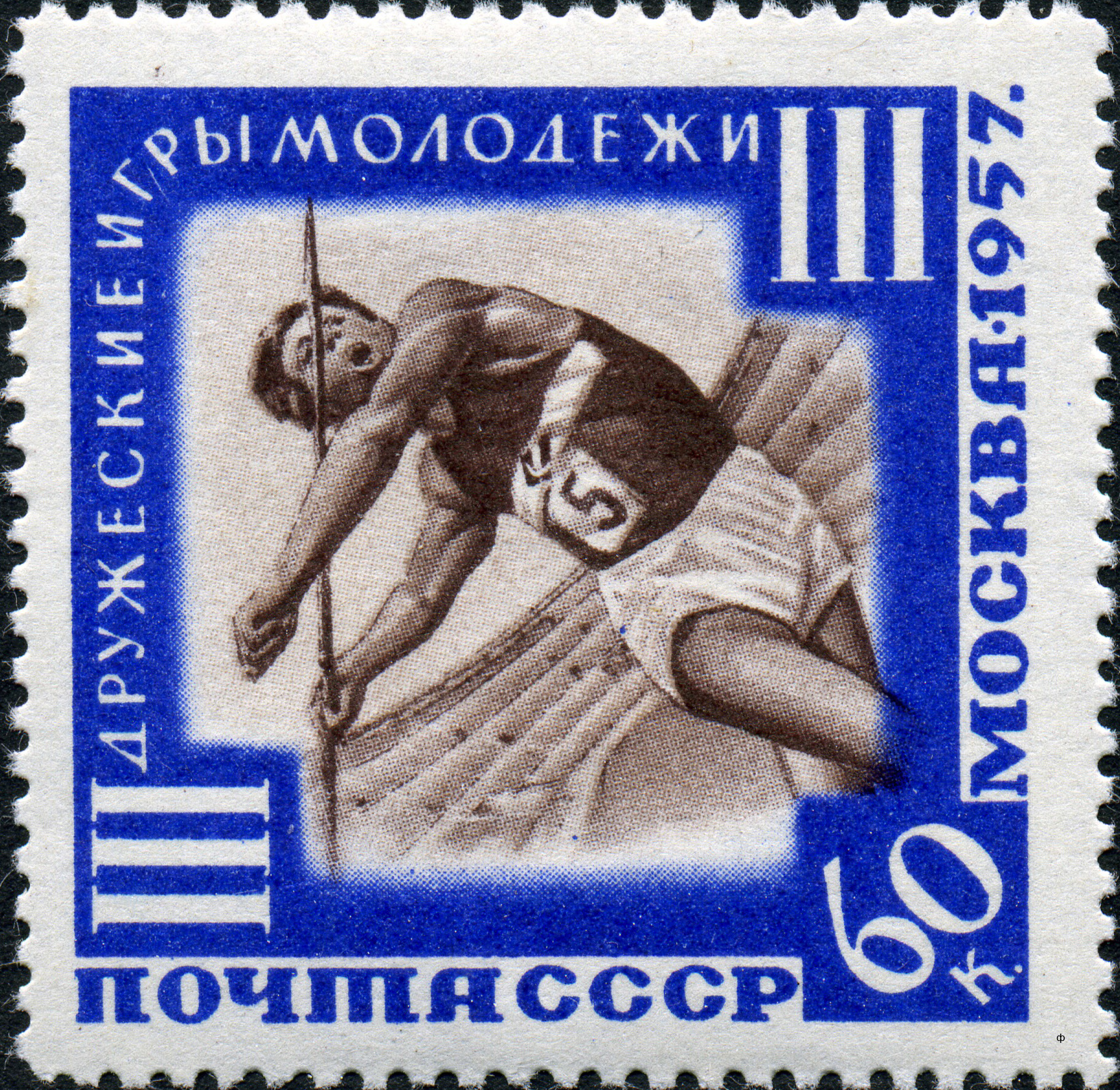
Почта СССР, 1957 г.
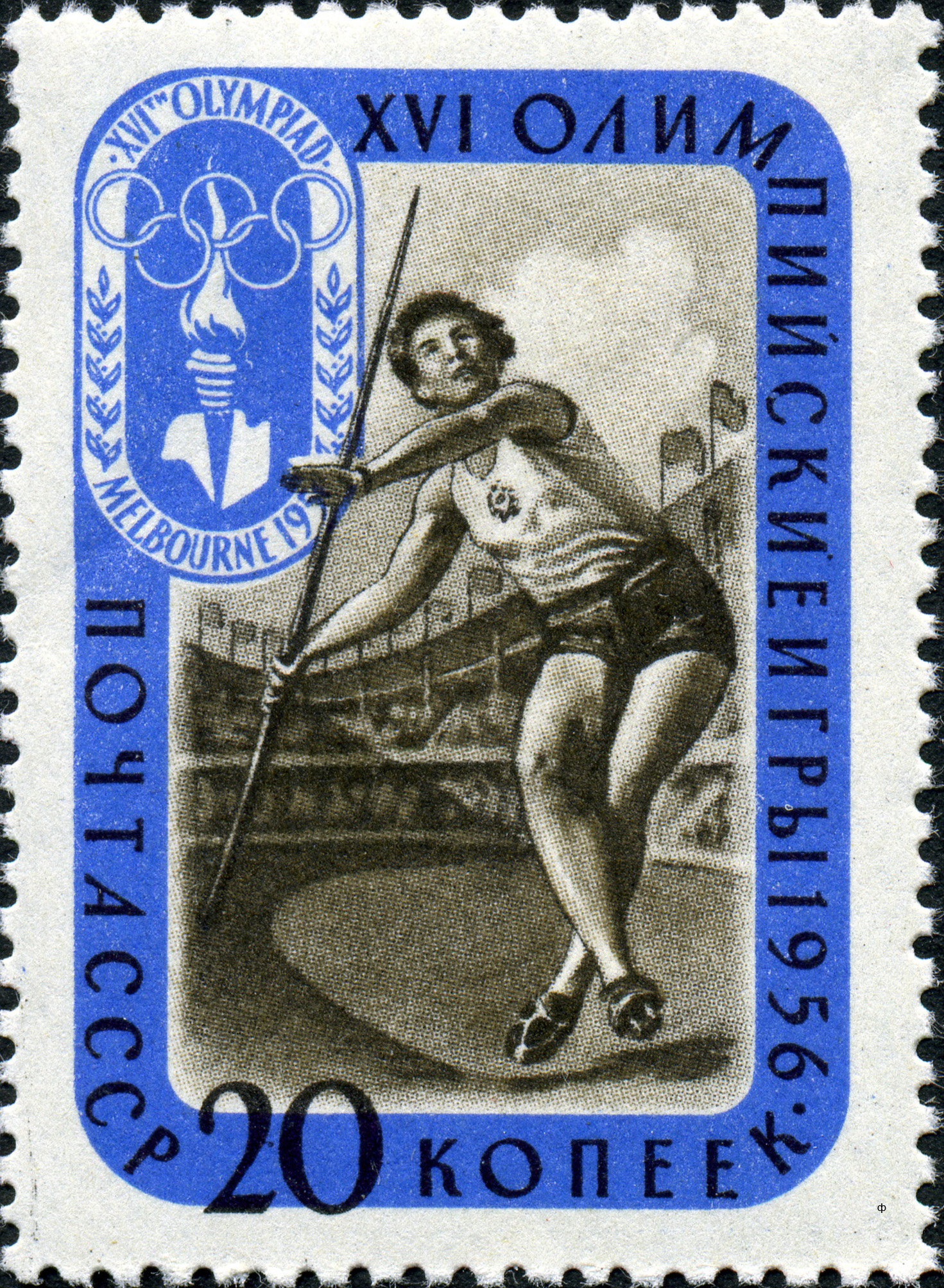
Почта СССР, 1956 г.
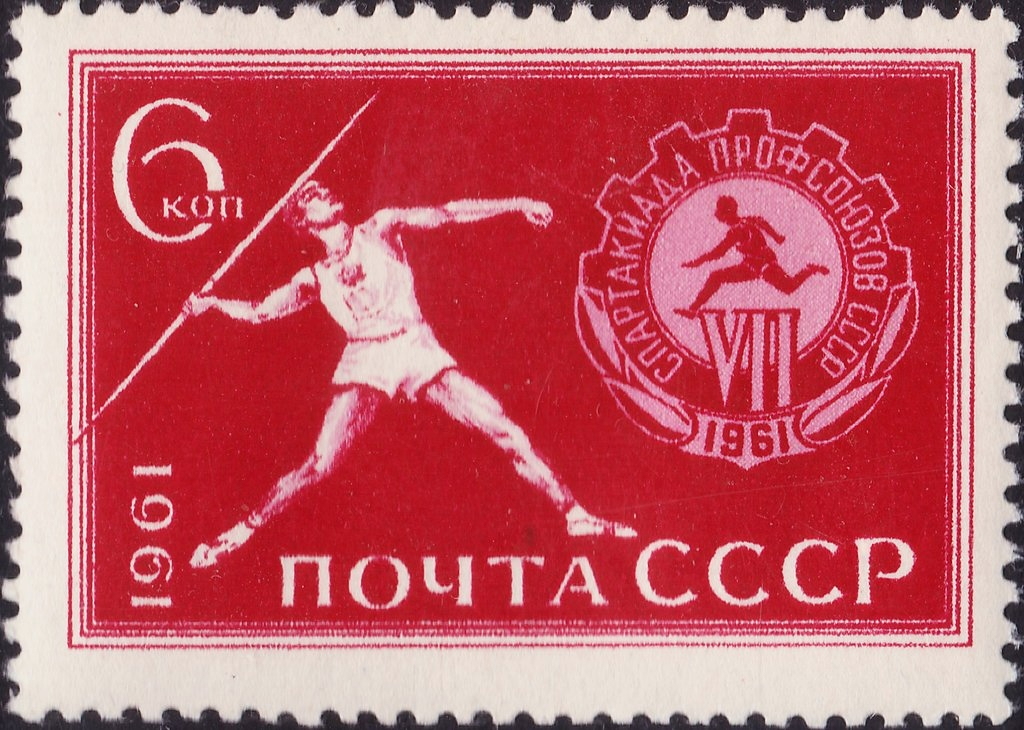
Почта СССР, 1961 г.
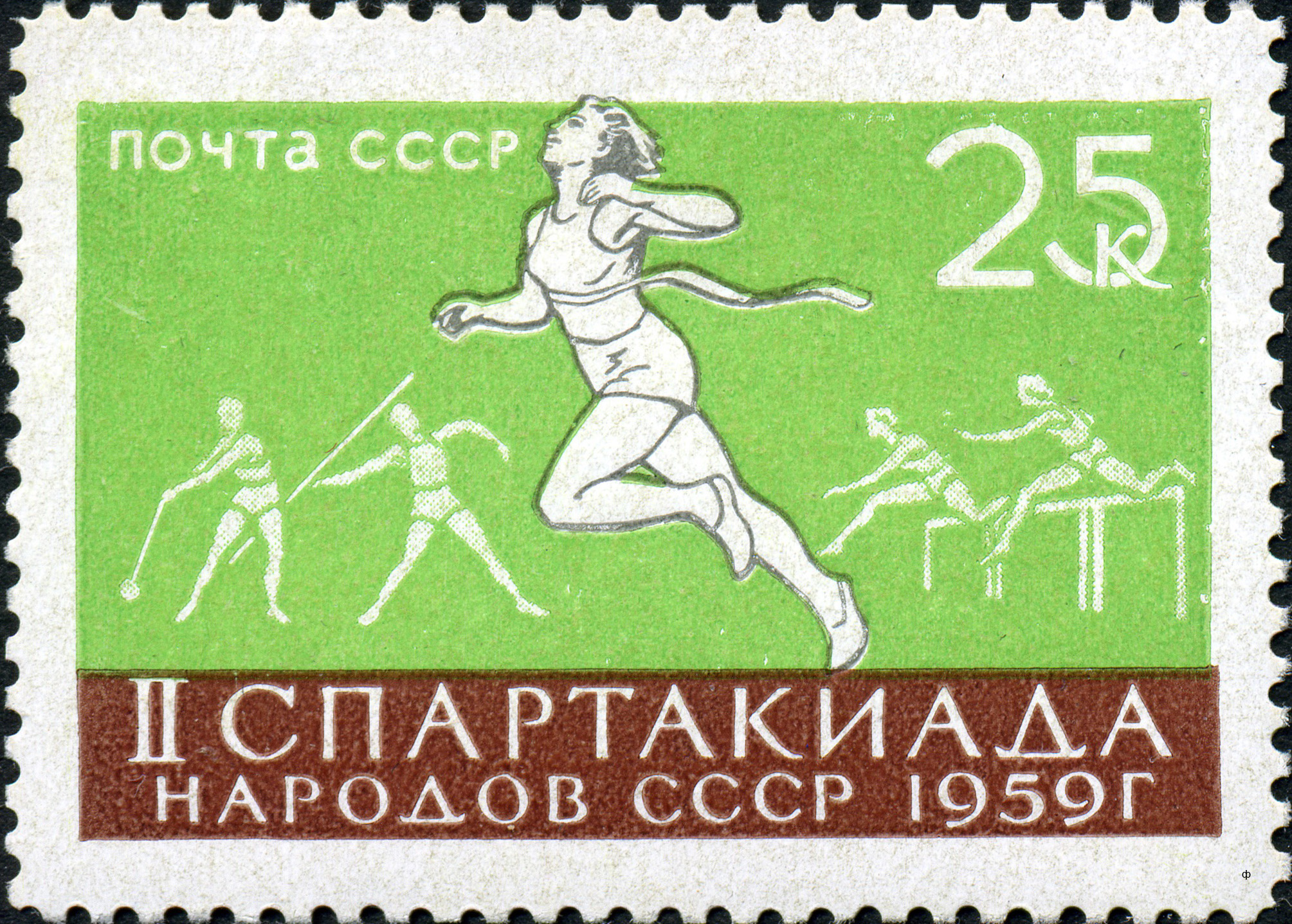
Почта СССР, 1959 г.
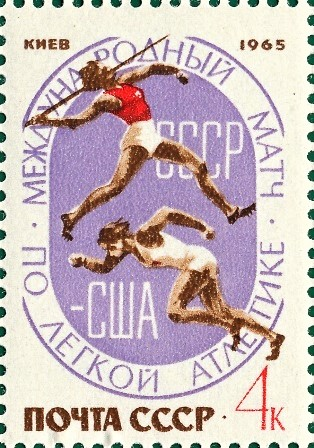
Почтовая марка СССР № 3251. 1965 г.
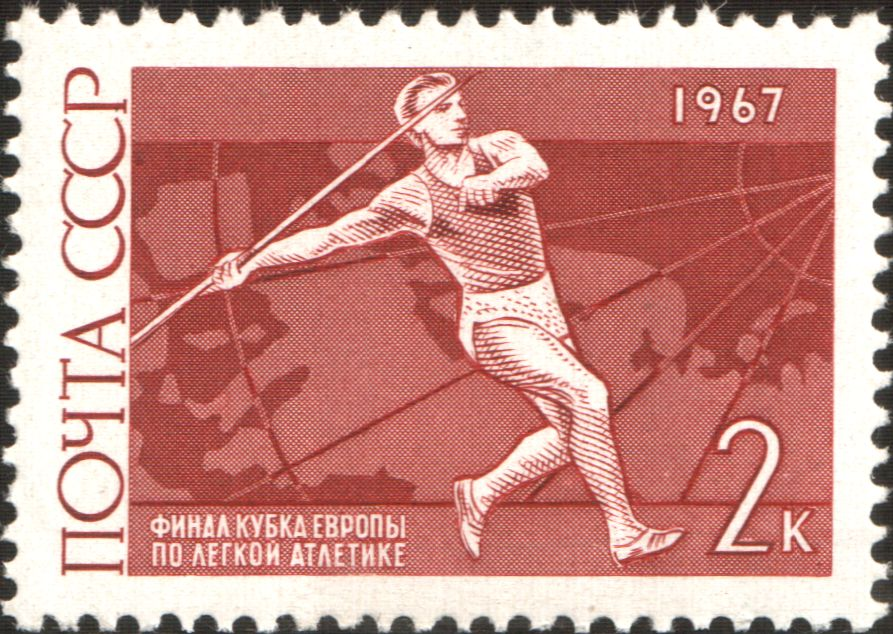
Почта СССР, 1967 г. № 3498.
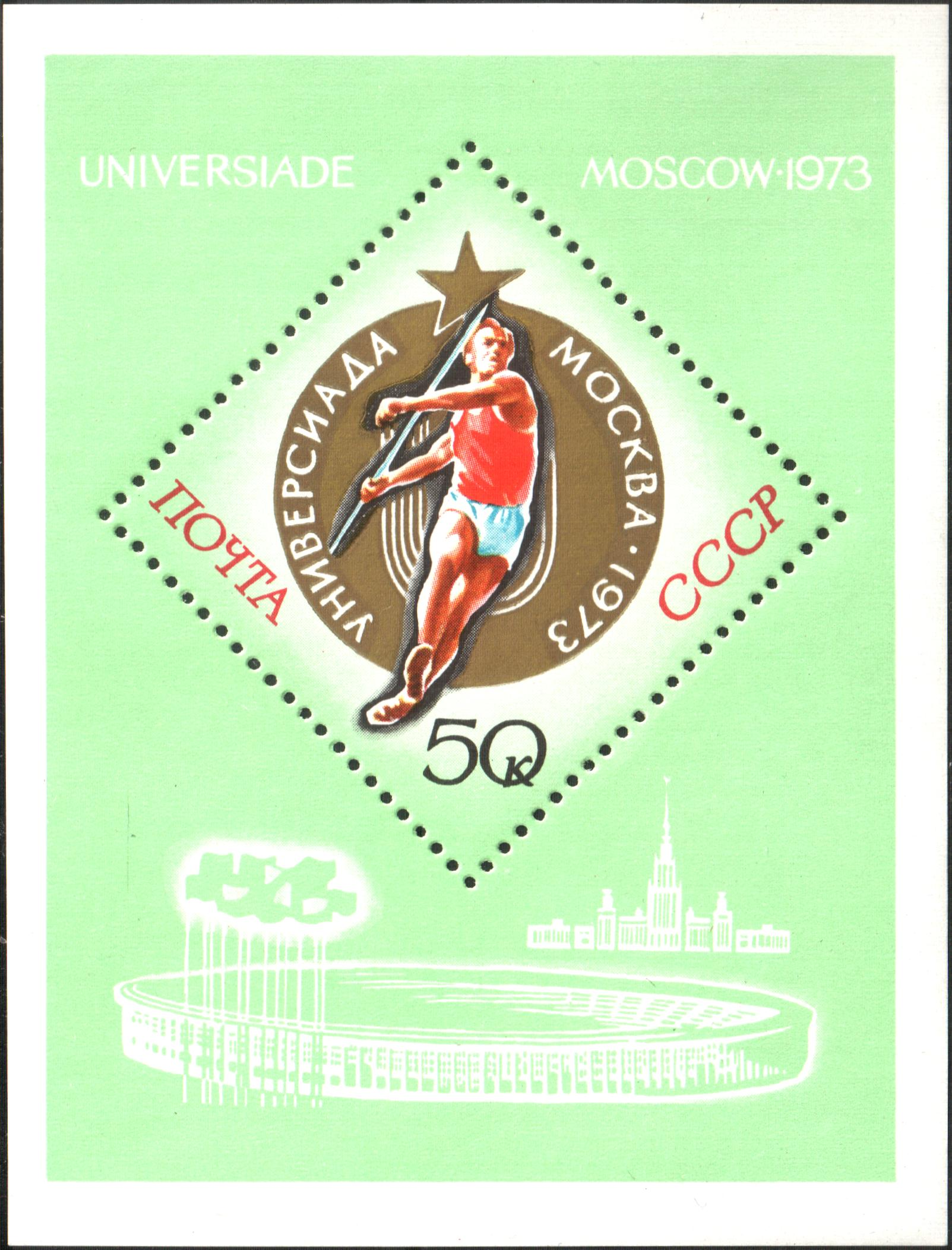
Почта СССР, 1973 г.
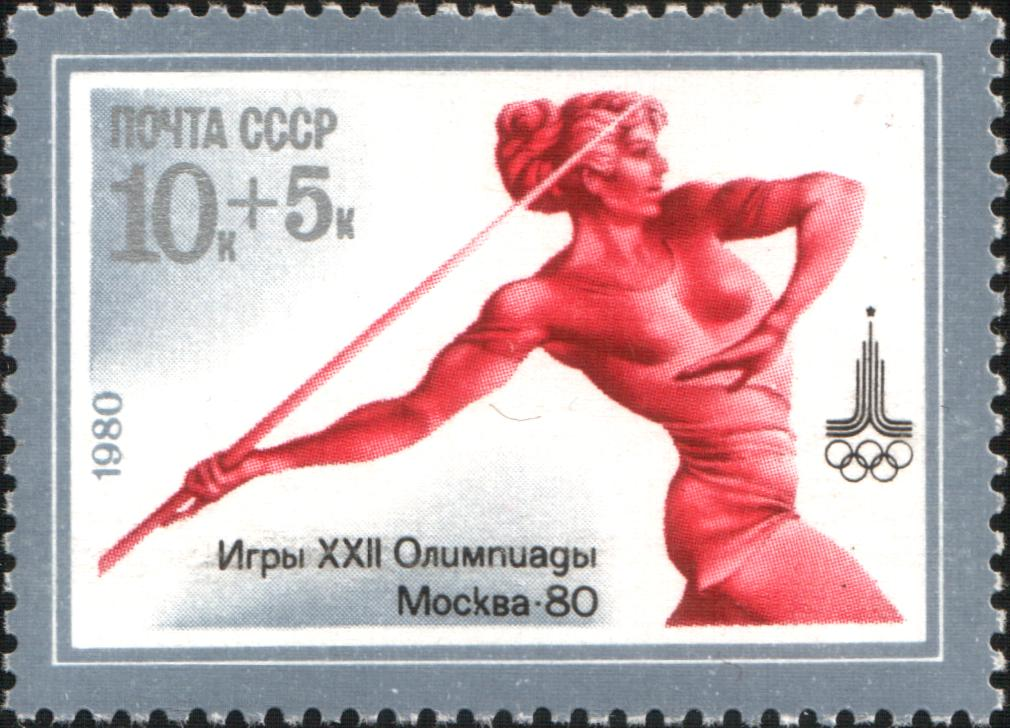
Почта СССР, 1980 г.